# Félix Porteiro
Félix Porteiro (Castellón, 26 de agosto de 1983) é um automobilista espanhol. Em 2001 disputou a F3 espanhola antes de se transferir para a Nissan World Series, passando 4 anos na categoria. Em 2005 terminou em quinto no campeonato.
Em 2006 disputou a GP2 Series com a Campos Racing.

## Registros naGP2 Series
| Ano  | Equipe        | No. | Corridas | Poles | Vitórias | Pontos | Posição final |
| 2006 | Campos Racing | 25  | 21       | 0     | 0        | 5      | 22°           |